# Jack Clarke (fodboldspiller)
 For alternative betydninger, se Jack Clarke. (Se også artikler, som begynder med Jack Clarke)
Jack Raymond Clarke (født d. 23. november 2000) er en engelsk professionel fodboldspiller, som spiller for EFL Championship-klubben Sunderland.

## Klubkarriere

### Leeds United
Clarke kom igennem ungdomsakademiet hos Leeds United, og debuterede for førsteholdet den 6. oktober 2018. Han havde sit store gennembrud i 2018-19 sæsonen, hvor han blev kåret som årets unge spiller i klubben.

### Tottenham Hotspur
Clarke skiftede i juli 2019 til Tottenham Hotspur, og som del af aftalen blev han lejet direkte tilbage til Leeds. Lejeaftalen tilbage til Leeds var dog ikke en succes, da han ikke var fortrukket under Marcelo Bielsa, og i december 2019 blev lejeaftalen ophævet på grund af manglende spilletid. Han blev i januar 2020 udlejet igen, denne gang til Queens Park Rangers.
Clarke gjorde sin førsteholdsdebut for Tottenham den 22. oktober 2020. Han blev i januar 2021 igen udlejet, denne gang til Stoke City.

### Sunderland
Clarke blev i januar 2022 udlejet til Sunderland. Han imponerede hos Sunderland, hvor han var en vigtig del af klubben sikrede oprykning fra League One, og i juli 2022 hentede klubben ham på en fast aftale.

## Landsholdskarriere
Clarke har repræsenteret England på U/20-niveau.